# 尺側手根屈筋
尺側手根屈筋（しゃくそくしゅこんくっきん、英語: flexor carpi ulnaris muscle）は人間の上肢の筋肉で手関節の掌屈、尺屈を行う。
上腕骨頭は上腕骨内側上顆、尺骨頭は尺骨肘頭後面上部から起こり、豆状骨、豆中手靭帯、第5中手骨、有鈎骨で停止する。